# Mitengo
Mitengo ist ein Verwaltungsbezirk (englisch Ward) des Distrikts Mtwara (MC) in der tansanischen Region Mtwara.

## Geografie
Mitengo liegt im Südosten von Tansania, im Westen der Regionshauptstadt Mtwara. Der Bezirk grenzt im Norden und im Nordosten an den Indischen Ozean, im Südosten und Süden an den Bezirk Ufukoni und im Westen an Magengeni. Bei der Volkszählung 2022 lebten 5790 Menschen in 1605 Haushalten auf einer Fläche von 11 Quadratkilometern.

## Gliederung
Der Bezirk besteht aus drei Stadtteilen (Mtaa):
- Kilima Hewa
- Mnazi Mmoja
- Mnaida

## Infrastruktur
- Bildung: Im Bezirk gibt es zwei weiterführende Schulen.[8] Die Mitengo Secondary School ist eine staatliche Tagesschule mit einer Ausbildung bis zur 4. Stufe.[9] Die King David Secondary School ist eine private Internatsschule, die ebenfalls bis zur 4. Stufe ausbildet.[10]
- Gesundheit: In Mitengo liegen ein staatliches Krankenhaus[11] und eine private Apotheke.[12]
- Verkehr: Den Bezirk durchquert die Nationalstraße T6, die von Mtwara nach Lindi führt.[13]